# Botho Makubate
Botho Makubate (sinh ngày 16 tháng 5 năm 1990) là một vận động viên cầu lông nữ Botswana.

## Thành tựu

### Thử thách / sê-ri quốc tế của BWF
Đôi nữ
| Năm  | Giải đấu         | Đồng đội                            | Đối thủ                                                                     | Tỉ số       | Kết quả |
| ---- | ---------------- | ----------------------------------- | --------------------------------------------------------------------------- | ----------- | ------- |
| 2012 | Botswana quốc tế | liên_kết=\|viền Kgalalelo Kegakilwe | liên_kết=\|viền Elme de Villiers </br>liên_kết=\|viền Jennifer van den Berg | 7-21, 10-21 | Á quân  |

     Giải đấu thách thức quốc tế BWF
     Giải đấu quốc tế BWF
     Giải đấu Future Series của BWF